# Otto Gellersen
Otto Gellersen (* 29. Januar 1925 in Gödenstorf, Kreis Harburg; † 3. Juli 2012 in Salzhausen) war ein deutscher Politiker (CDU).

## Leben
Nach dem Besuch der Volksschule in Salzhausen begann Gellersen eine Lehre als Maler. Er legte die Gesellenprüfung ab und besuchte im Anschluss die private Handelsschule in Hamburg-Harburg.  Er begann seinen Wehrdienst bis zum Ende des Zweiten Weltkrieges. Zwischen 1947 und 1949 besuchte er die Meisterschule für Maler in Hamburg und legte die Meisterprüfung erfolgreich ab. Im Jahr 1952 wurde er Inhaber des Malereibetriebes seines Vaters.
Gellersen wurde im Jahr 1962 Mitglied der CDU. Er übernahm verschiedene Ehrenämter in Handwerks- sowie Sportorganisationen. Bis 1979 war er Vorsitzender des Kreissportbundes. Ferner war er Mitglied des Verbandsausschusses Zweckverband Stade, Überlandwerk Nordhannover sowie zweiter Vorsitzender der Genossenschaft Krankenpflegeverein in Salzhausen.

## Öffentliche Ämter
Von 1961 bis 1972  war er Ratsherr der Gemeinde Salzhausen. Hier wurde er im Jahr 1966 zum Bürgermeister gewählt. Zwischen 1972 und 1986 war er Ratsherr und Bürgermeister der Samtgemeinde Salzhausen. Im Jahr 1964 wurde er zudem Kreistagsabgeordneter und ab 1973 Landrat des Landkreises Harburg.
Gellersen war Mitglied des Niedersächsischen Landtages während der achten bis elften Wahlperiode vom 21. Juni 1974 bis 20. Juni 1990.

## Ehrungen
Otto Gellersen wurde das Verdienstkreuz am Bande und 1995 das Verdienstkreuz 1. Klasse des Verdienstordens der Bundesrepublik Deutschland verliehen.